# Spilogona spectabilis
Spilogona spectabilis är en tvåvingeart som först beskrevs av Tiensuu 1938.  Spilogona spectabilis ingår i släktet Spilogona och familjen husflugor. Arten är reproducerande i Sverige. Inga underarter finns listade i Catalogue of Life.